# Sana (Haute-Garonne)
Sana (okzitanisch gleichlautend) ist eine französische Gemeinde mit 239 Einwohnern (Stand: 1. Januar 2022) im Département Haute-Garonne in der Region Okzitanien (zuvor Midi-Pyrénées). Sana gehört zum Arrondissement Muret und zum Kanton Cazères. Die Einwohner werden Sanasiens genannt. 

## Geografie
Sana liegt etwa 60 Kilometer südwestlich von Toulouse. An der südlichen Gemeindegrenze verläuft das Flüsschen Bernès, das zur Garonne entwässert. Sana wird umgeben von den Nachbargemeinden Lescuns im Norden und Nordwesten, Mondavezan im Norden und Osten, Martres-Tolosane im Süden und Westen sowie Terrebasse im Westen und Nordwesten.

## Bevölkerungsentwicklung
| Jahr                       | 1962 | 1968 | 1975 | 1982 | 1990 | 1999 | 2006 | 2017 |
| Einwohner                  | 114  | 120  | 155  | 171  | 158  | 175  | 202  | 258  |
| Quellen: Cassini und INSEE |      |      |      |      |      |      |      |      |

## Sehenswürdigkeiten
- Kirche Saint-Exupère aus dem 14. Jahrhundert
- Schloss Thèbe aus dem 17./18. Jahrhundert, Monument historique